# Sybra proxima
Sybra proxima là một loài bọ cánh cứng trong họ Cerambycidae.